# 情報化統括責任者補佐官
情報化統括責任者補佐官（じょうほうかとうかつせきにんしゃほさかん）は、日本政府における「電子政府構築計画」の中で、電子政府構築を推進する推進体制の一つとして定義されている。通称はCIO補佐官（Executive Adviser for Chief Information Officer）という。

## 概要
CIO補佐官とは、2003年7月17日、各府省情報化統括責任者連絡会議において決定された
- 「各府省は、2003年（平成15年）12月までに、府省内の業務・システムの分析・評価、最適化計画の策定にあたりCIO及び各所管部門の長（業務改革関係部門、情報システム統括部門）に対する支援・助言を行うCIO補佐官を配置する」
- 「CIO補佐官には、業務分析手法、情報システム技術及び情報セキュリティに関する専門的な知識・経験を有し、独立性・中立性を有する外部専門家を充てる」

の2条に沿い、各府省庁において、府省内の業務・システム分析・評価、最適化計画の策定に当たり情報化統括責任者および情報システム統括部門に対して支援・助言を行う職として設置・登用されている。
CIO補佐官は、府省内の業務・システム分析・評価、最適化計画の策定に当たり、情報化統括責任者および情報システム統括部門に対して支援・助言することを任務とし、エンタープライズアーキテクチャー（EA）を基礎とした最適化手法に基づいて、各省庁の電子政府構築計画を支援している。
また、CIO補佐官は「各府省情報化統括責任者補佐官等連絡会議」を通じて「各府省情報化統括責任者連絡会議」をサポートしているなど、幅広い業務を所管している。
CIO補佐官の登用においては、所管する省庁の業務分析手法、情報システム技術および情報セキュリティに関する専門的な知識を有し、独立性・中立性を有する外部専門家となっている。